# The Peacemakers
The Peacemakers is een schilderij uit 1868 van de Amerikaanse schilder George Peter Alexander Healy. Het schilderij toont de historische vergadering van het opperbevel van de Noordelijke staten op 27 maart 1865 aan boord van de stoomboot River Queen in de nadagen van de Amerikaanse Burgeroorlog. Sinds 1947 maakt het werk deel uit van de collectie van het Witte Huis.

## Historische context
In maart 1865 nodigde generaal Ulysses S. Grant president Abraham Lincoln uit in zijn hoofdkwartier in City Point, Virginia. Per toeval was ook majoor-generaal William Tecumseh Sherman aanwezig in City Point, hetgeen een gelijktijdige ontmoeting van president Lincoln, generaal Grant en generaal Sherman mogelijk maakte. Bij deze ontmoeting was ook admiraal David Dixon Porter aanwezig.

## Lot van het schilderij
De levensgrote versie van het schilderij ging in 1893 verloren in een brand in Chicago. Het bestaande kleinere exemplaar dat eveneens naar de hand van Healy was, werd herontdekt in 1922 nadat het 50 jaar in een opslagruimte in Chicago had gelegen. In 1947 werd het werk door de administratie van president Harry Truman, een symbolische aankoop gezien de titel van het werk en het gegeven dat in die periode de Tweede Wereldoorlog nog maar twee jaar eerder ten einde was gekomen. In die periode hing het schilderij in het Oval Office, het kantoor van de president van de Verenigde Staten. Vanaf het presidentschap van John F. Kennedy tot het presidentschap van George W. Bush hing het werk in de Treaty Room van het Witte Huis. Van 11 maart 2002 tot 31 juli 2002 werk het werk korte tijd uitgeleend aan de George H.W. Bush Presidential Library and Museum. Het werk is ook te zien op het officieel staatsieportret van president George H.W. Bush vervaardigd door Herbert Abrams.
In zijn boek Decision Points stelt president Bush jr. dat het werk voor hem een heel diepere betekenis kreeg na de aanslagen op 11 september 2001. Het werk herinnerde Bush, zo zei hij, "aan Lincoln's duidelijke doel: hij voerde oorlog voor een noodzakelijke en nobele zaak." Sinds het presidentschap van Barack Obama hangt het schilderij in de President's Dining Room in de West Wing van het Witte Huis. Er hangt een kopie van het schilderij in het Pentagon.

## Galerij

The Peacemakers
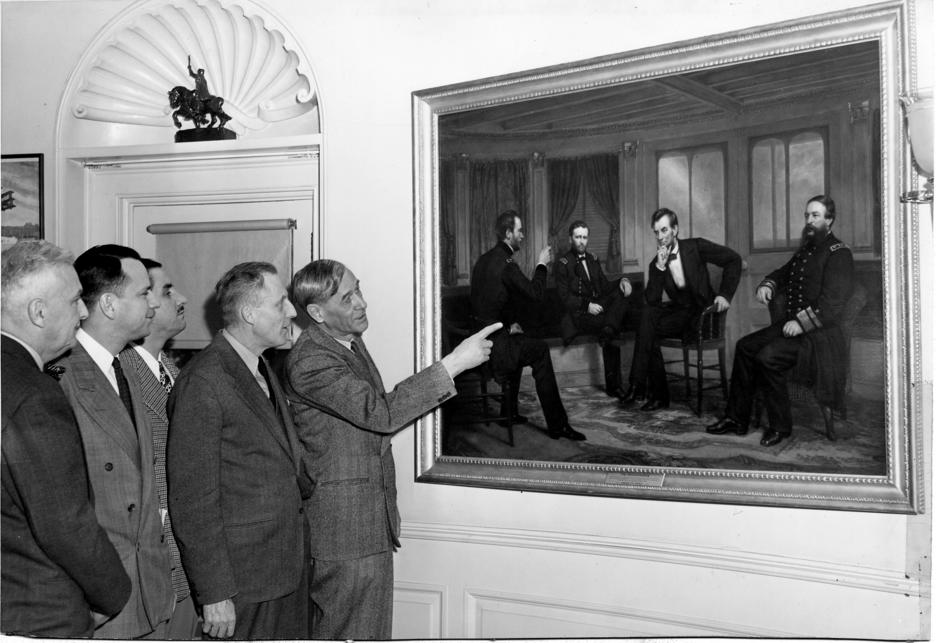
The Peacemakers in het Oval Office. Washington D.C., 12 februari 1947.
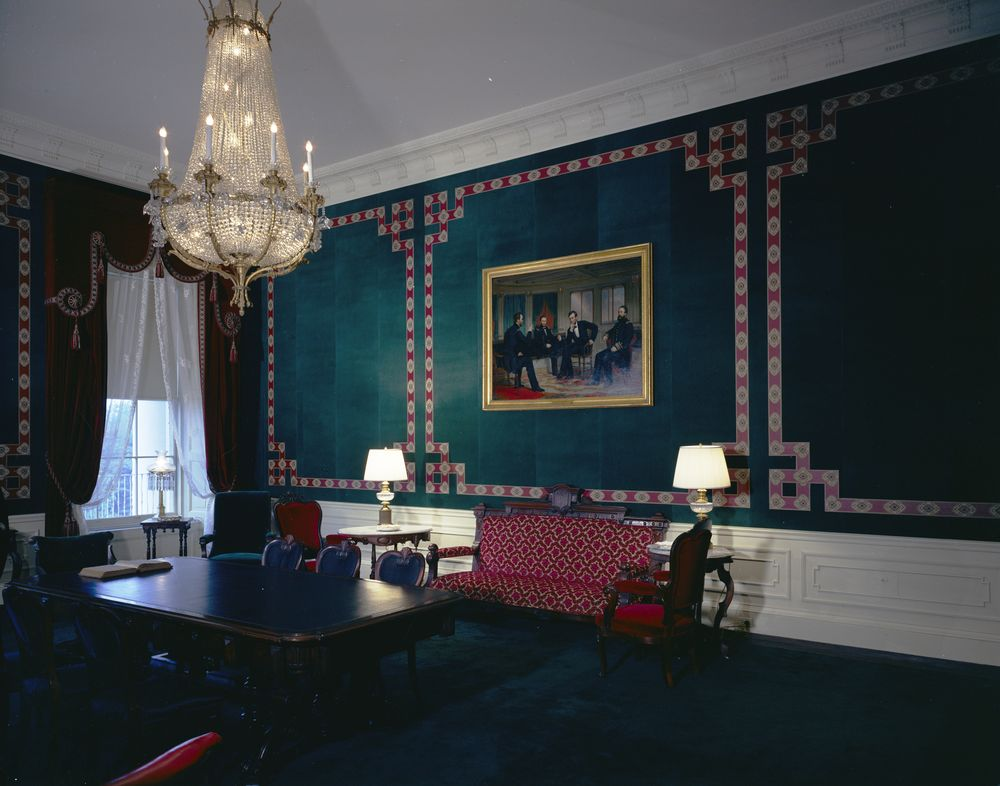
The Peacemakers in de Treaty Room van het Witte Huis. Washington D.C., 3 mei 1962.
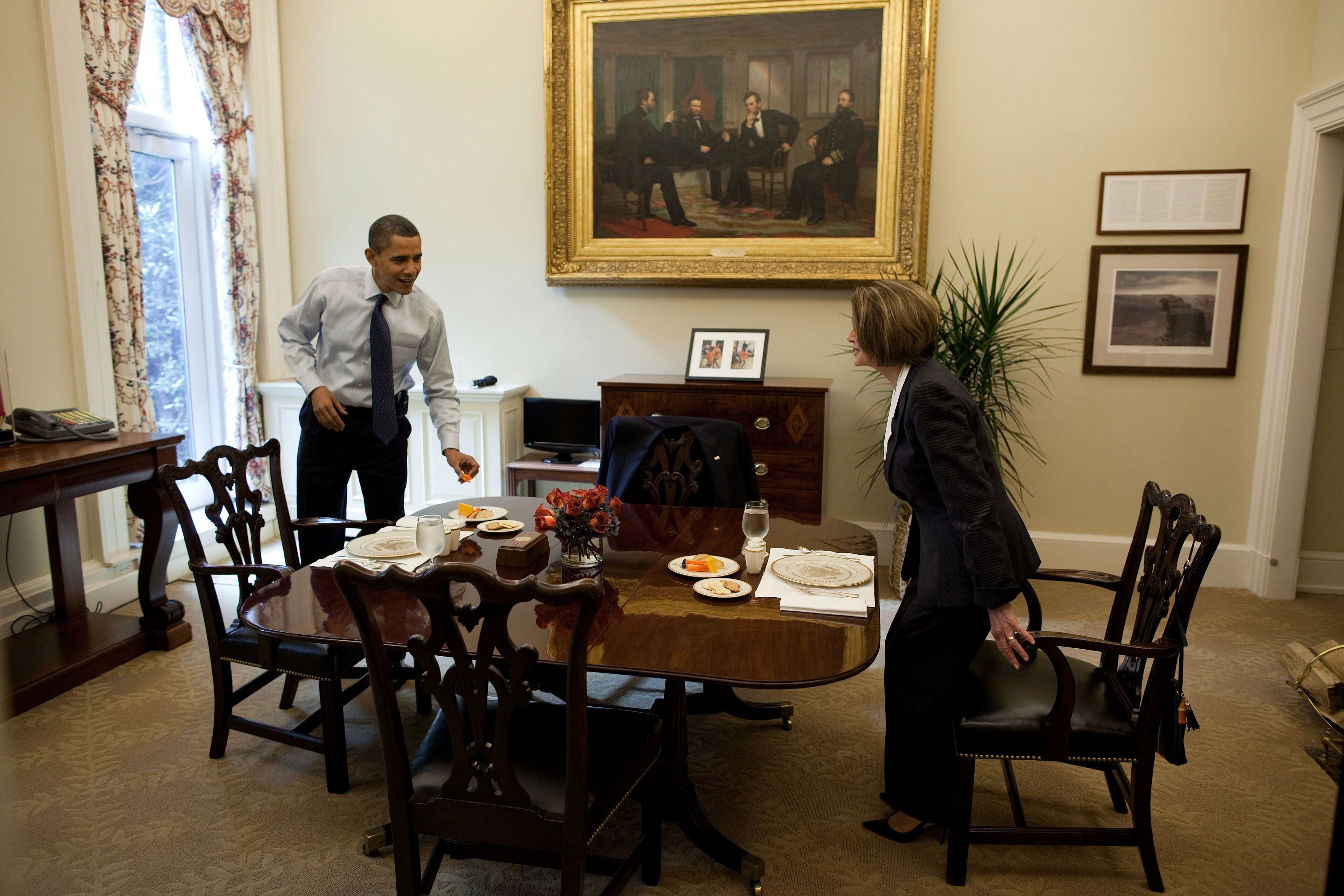
The Peacemakers in de eetkamer van de West Wing van het Witte Huis met op de voorgrond president Barack Obama en Speaker Nancy Pelosi. Washington D.C., 22 oktober 2009.